# ライアン・スミス
ライアン・スミス（Ryan Smith, 1986年11月10日 - ）はイングランド・ロンドン出身のサッカー選手。ポジションはMF。
幼い頃からのアーセナルファンで、ガナーズ（アーセナルの愛称）に入団した選手。スピードのあるドリブルが魅力でリザーブチームでは活躍を見せている。最近はカップ戦を中心にトップチームでの出場も増えつつある。アーセナルファンということで「一生ガナーズを貫きたい」と宣言していた。

## 所属クラブ
- アーセナル 2003-2006
  -  レスター・シティ 2005-2006 (loan)
- ダービー・カウンティ 2006-2007
  -  ミルウォール 2007 (loan)
- ミルウォール 2007-2009
  -  サウサンプトン 2008 (loan)
- サウサンプトン 2009
- クリスタル・パレスFC 2009-2010
- カンザスシティ・ウィザーズ 2010-2011
- チーヴァス・USA 2012
- シュコダ・クサンティFC 2013

この項目は、ウィキプロジェクト サッカー選手の「テンプレート」を使用しています。